# 大阪市立田辺小学校
大阪市立田辺小学校（おおさかしりつ たなべ しょうがっこう）は、大阪府大阪市東住吉区田辺2丁目にある公立小学校。
小学校でのプール設置がまだ珍しかった時代でもある昭和時代初期にプールが設置されたこともあり、長年にわたって水泳指導に力を入れている。またブラジル・サンパウロの小学校と姉妹校協定を締結し、国際交流活動に取り組んでいる。

## 沿革
明治時代初期の学制発布に伴い、当時の住吉郡南田辺村・北田辺村・湯谷島村・中野村・砂子村・松原新田・桑津村の8ヶ村の連合で、1873年5月26日に第三中学区第七大区第一小区第二番南田辺小学校を南田辺村に設置した。この時に設置された南田辺小学校が、学校の起源となっている。
その後町村制の実施により、南田辺村・北田辺村・猿山新田・松原新田が合併して1889年に住吉郡田辺村（後に田辺町）が成立した。これに伴い、田辺村1村が校区となった。
学校創設時は南田辺村・法楽寺（現在の東住吉区山坂1丁目）に校舎を置いていた。その後南田辺村・大念寺（現在の東住吉区田辺1丁目）に移転し、1878年には南田辺村167番地字永富（大念寺東側）に独立校舎を構えて永富小学校と称した。1899年に田辺村大字南田辺190番地字東口（現在地）に移転したのち、1901年に田辺尋常小学校に改称している。
1925年の大阪市編入後もしばらくは旧田辺町全域を校区としていた。一方で地域の宅地化に伴う児童数の急増により、昭和時代初期には長池（1929年）・北田辺（1933年）・南田辺（1936年）の各尋常小学校が相次いで開校し、これに伴い従来の校区の一部が新設校の校区へと変更されている。
1928年には、大阪市の小学校では初めてといわれるプール（初代）が設置された。
1938年には養護学級の設置と学校給食の導入がおこなわれている。いずれも市内の他校と比較して極めて早い時期の導入となる。ただし学校給食は戦中には一時中断している。
1941年には国民学校令により大阪市田辺国民学校へと改称した。1942年には大阪市東田辺国民学校（現在の大阪市立東田辺小学校）を分離した。
太平洋戦争の戦局悪化により、大阪市の国民学校では1944年以降学童疎開を実施することになった。縁故に頼らない児童は学校から集団疎開を実施することになり、疎開先の府県は各行政区単位で割り当てられた。当時の東住吉区では南河内が疎開先として指定され、田辺国民学校からは南河内郡長野町・天見村（いずれも現在の河内長野市）および千早村（現・千早赤阪村）へと疎開した。
1945年7月26日には学校の北側数十メートルほどの地点に大型爆弾が投下され、地域住民の救護所となった。この時に投下された爆弾は、原子爆弾投下を想定した実地訓練としてこの地に投下された「模擬原爆」だったことが1991年に判明した。
1947年の学制改革により、大阪市立田辺小学校となった。1952年には大阪市立今川小学校の開校により、従来の校区の一部を今川小学校校区へ変更している。
1982年11月7日付で、ブラジル・サンパウロ市立オオサカシ小学校と姉妹校協定を締結した。

### 年表
- 1873年5月26日 - 第三中学区第七大区第一小区第二番南田辺小学校として開校。
- 1878年6月15日 - 住吉郡公立永富小学校と改称。
- 1894年4月 - 住吉郡永富尋常小学校に改称。
- 1896年4月 - 郡の合併により、東成郡永富尋常小学校に改称。
- 1899年1月9日 - 現在地に移転。
- 1901年4月 - 東成郡田辺尋常小学校と改称。
- 1925年4月1日 - 大阪市への編入に伴い、大阪市田辺尋常小学校と改称。
- 1928年11月20日 - 初代プールが竣工。
- 1929年4月4日 - 大阪市長池尋常小学校（現在の大阪市立長池小学校）を分離。
- 1933年7月17日 - 大阪市北田辺尋常小学校（現在の大阪市立北田辺小学校）を分離。
- 1936年10月1日 - 大阪市南田辺尋常小学校（現在の大阪市立南田辺小学校）を分離。
- 1937年 - 養護学級を設置。学校給食を導入。
- 1941年4月1日 - 国民学校令により、大阪市立田辺国民学校と改称。
- 1942年3月24日 - 大阪市東田辺国民学校（現在の大阪市立東田辺小学校）を分離。
- 1942年9月10日 - 大阪市養護教育指定校となる。
- 1944年9月17日 - 南河内郡へ集団疎開。
- 1947年4月1日 - 学制改革により、大阪市立田辺小学校と改称
- 1952年4月1日 - 従来の校区の一部を、新設の大阪市立今川小学校校区へ分離。
- 1955年11月2日 - 校歌制定。
- 1982年11月7日 - ブラジル・サンパウロ市立オオサカシ小学校と姉妹校協定を締結。
- 1995年11月 - 大阪市教育委員会より体育科の研究校に指定され、研究発表を実施。

## 通学区域
- 大阪市東住吉区 山坂1丁目（一部）、山坂2丁目、田辺1丁目（一部）、田辺2-6丁目、駒川3丁目（一部）。

卒業生は大阪市立田辺中学校に進学する。

## 出身者
- 開高健（作家）

## 交通
- 地下鉄谷町線 田辺駅 南へ約200m。
- 近鉄南大阪線 今川駅 西へ約400m。
- 阪和線 南田辺駅 北東へ約600m。